# Ufton Nervet
Ufton Nervet est un petit village du Berkshire (Angleterre).
Le 6 novembre 2004, un accident ferroviaire y a provoqué la mort de six personnes. L'express de la compagnie First Great Western en provenance de la gare de Londres-Paddington et se dirigeant vers Plymouth a déraillé après avoir heurté une voiture sur un passage à niveau automatique.